# Mýrdalssandur

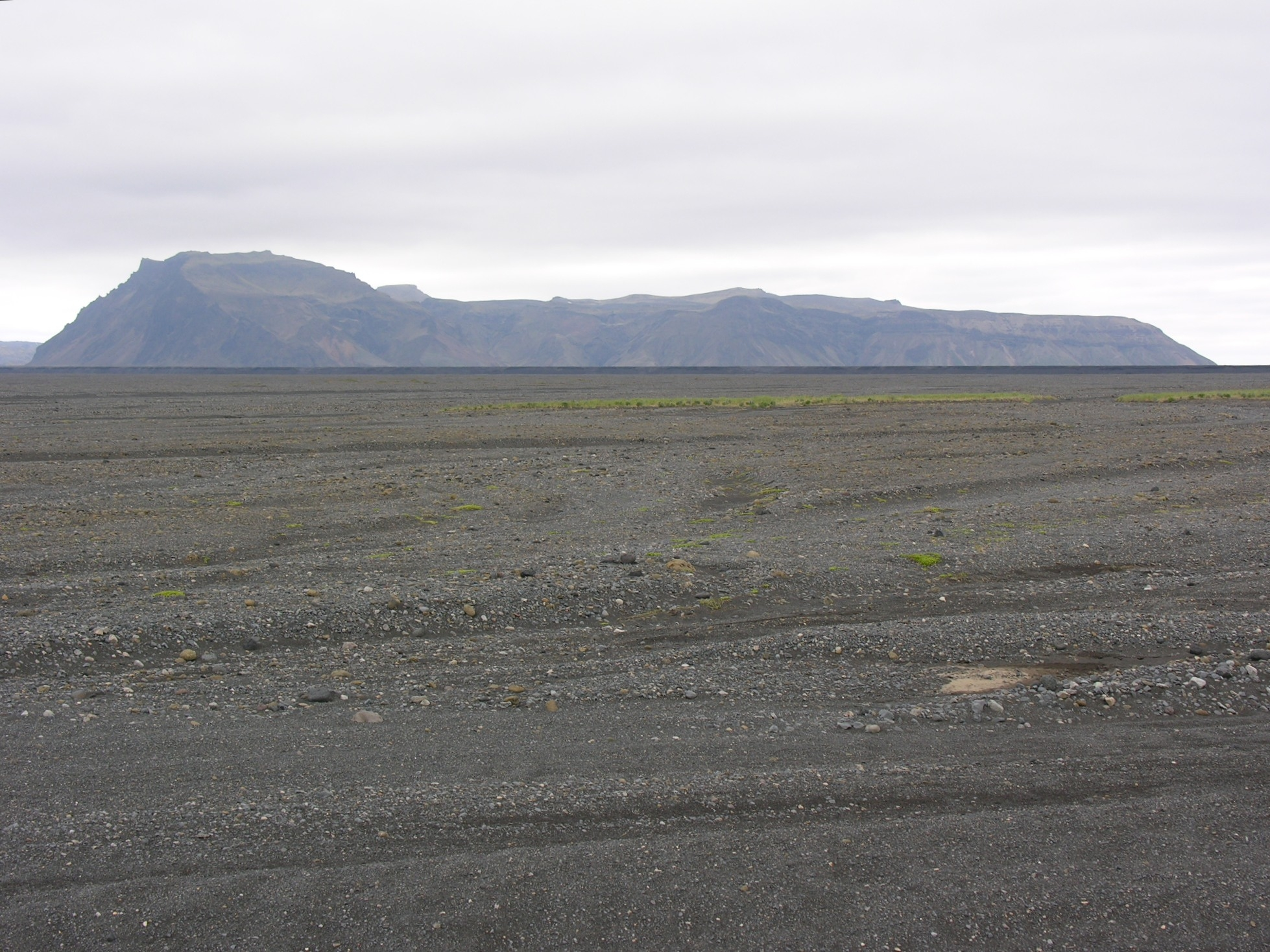
Vue du Mýrdalssandur avec la Hafursey au dernier plan.

Le Mýrdalssandur, toponyme islandais signifiant littéralement « le sandur de la vallée du marais », est un sandur d'Islande situé dans le Sud du pays, au sud-est du Mýrdalsjökull.

## Géographie
Ouvert sur l'océan Atlantique au sud, il se prolonge à l'est par le Meðallandssandur au-delà du Kúðafljót. Il est traversé par plusieurs cours d'eau mineurs.
Son extrémité méridionale est le Kötlutangi, le point le plus méridional de l'île principale du pays.

## Histoire
Le Mýrdalssandur est formé des dépôts successifs de sédiments relâchés par le Mýrdalsjökull et notamment la langue glaciaire du Kötlujökull. Il est le lieu de plusieurs jökulhlaups dévastateurs provoqués par des éruptions du Katla.